# Château de Rieux (Morbihan)
Pour les articles homonymes, voir Château de Rieux.
Le château de Rieux est un château français, en ruines, situé à Rieux, dans le Morbihan, en région Bretagne.

## Situation
Le château est bâti sur un éperon rocheux dominant la Vilaine, à l'est du bourg de Rieux.

## Histoire
L'histoire du château se confond avec celle de la famille de Rieux, seigneurs de ces terres, qui fit bâtir un premier château au IXe siècle, à l'emplacement de l'ancien oppidum antique contrôlant la circulation sur la Vilaine et ses environs.
Le château est détruit par les troupes françaises en 1488 à la fin de la Guerre folle. Deux ans plus tard, Anne, devenue duchesse à la mort de son père, accorde 100 000 écus au seigneur Jean IV de Rieux pour reconstruire ses châteaux (outre Rieux, cette somme sert à la reconstruction des châteaux d'Elven, Rochefort-en-Terre et Ancenis).
Abandonné dès la fin du XVIe siècle, le cardinal de Richelieu, gouverneur de Bretagne, en ordonne la démolition en 1629. Pour autant, au vu de l'ampleur de la tâche, ce ne sont que quelques murs et les tours externes qui sont alors abattus. Affaibli dans ses fondations, le donjon finit par s'écrouler en 1799, après un tremblement de terre.
Au XIXe siècle, une partie des ruines est transformées en un jardin anglais, encadrant la poterne d'entrée, seul vestige du château encore debout,.
Dans le courant du XXe siècle, la commune a mis en valeur le site par l'installation d'un circuit d'interprétation.
L'ensemble formé sur la commune de Rieux par le château et ses abords constitue un site naturel classé par l'arrêté du 12 octobre 1971 selon les critères « Artistique, Pittoresque, Scientifique, Historique et Légendaire ».

## Architecture
Les ruines du château, telles qu'elles se présentent actuellement, ne permettent que difficilement de se faire une idée sur la disposition du château au Moyen Âge. Des indices subsistants, il semblerait que son plan général soit celui d'un trapèze, dont chacun des coins, ainsi que les deux plus longues courtines, sont flanqués d'une tour. Le donjon occupe l'extrémité est de l'ensemble, en face de la poterne d'entrée, à l'ouest, équipée d'un pont-levis.